# Małaszowice
Małaszowice – wieś w Polsce położona w województwie lubuskim, w powiecie nowosolskim, w gminie Bytom Odrzański.
W latach 1975–1998 miejscowość administracyjnie należała do województwa zielonogórskiego.